# ميتال سلج: فيرست ميشن
ميتال سلج: فيرست ميشن (بالإنجليزية: Metal Slug 1st Mission)‏ ، هي لعبة فيديو إلكترونية من نوع أكشن وإطلاق النيران، أنتجها شركة أوكِيُوتاي اليابانية سنة 1999م، وتعمل حصرا لنظام نيو جيو بوكيت كولر التابعة لشركة إس إن كاي اليابانية.

## وصلات خارجية
- ميتال سلج: فيرست ميشن على موبي غيمز